# عصوانية هشة
العصوانية الهشة (بالإنجليزية: Bacteroides fragilis)‏ هي بكتيريا لاهوائية إجبارية سلبية الغرام عصوية الشكل، وتُعتبر من الميكروبات البشرية لقولون الإنسان وهي مُتعايشة بشكلٍ عام، ولكنها قد تؤدي إلى حدوث عدوى في حال انتقالها إلى مجرى الدم أو الأنسجة المُحطية نتيجةً لجراحةٍ أو مرضٍ أو صدمة.

## أبحاث بيئية
تُستعمل عائيات العصوانيات الهشة بشكلٍ شائع في تتبع مواد البراز البشرية.